# Barbu à plastron rouge
Psilopogon haemacephalus
Espèce
Statut de conservation UICN

 LC  : Préoccupation mineure
Le Barbu à plastron rouge (Psilopogon haemacephalus, anciennement Megalaima haemacephala) est une espèce d'oiseaux appartenant à la famille des Megalaimidae.

## Répartition
Cet oiseau se trouve dans le sous-continent indien, au Pakistan occidental, au Népal, au Bhoutan jusqu'au sud-ouest de la Chine et en Asie du Sud-Est.

## Habitat
Il vit dans les forêts sèches de montagnes jusqu'à 2000 m d'altitude, région qu'il préfère, mais aussi dans les forêts tropicales, dans les parcs et jardins des grandes villes.

## Description
Le barbu à plastron rouge mesure de 15 à 17 cm de long et pèse de 30 à 50 g.
C'est un oiseau sociable qui parcourt la forêt en groupe d'une dizaine d'individus mais quand il y a beaucoup de nourriture les groupes se rassemblent en une centaine d'oiseaux.

## Alimentation
Le barbu à plastron rouge est essentiellement frugivore.
Il mange en grande majorité des figues mûres, des baies et bien d'autres fruits.
Il attrape aussi des termites au sol et des papillons dans les airs.

## Reproduction
Le couple creuse dans une branche morte, dans un arbre du genre erythrina, salmalia, moringa ou pongamia... une cavité de 25 à 60 cm de long se terminant par une chambre de ponte de 15 cm de large à une hauteur de 2 à 10 m au-dessus du sol.
L'oiselle pond de 2 à 4 œufs blancs puis le couple, à tour de rôle, les couve pendant près de 16 jours ; et ensuite les parents donnent la béquée à leurs oisillons.

## Gallery

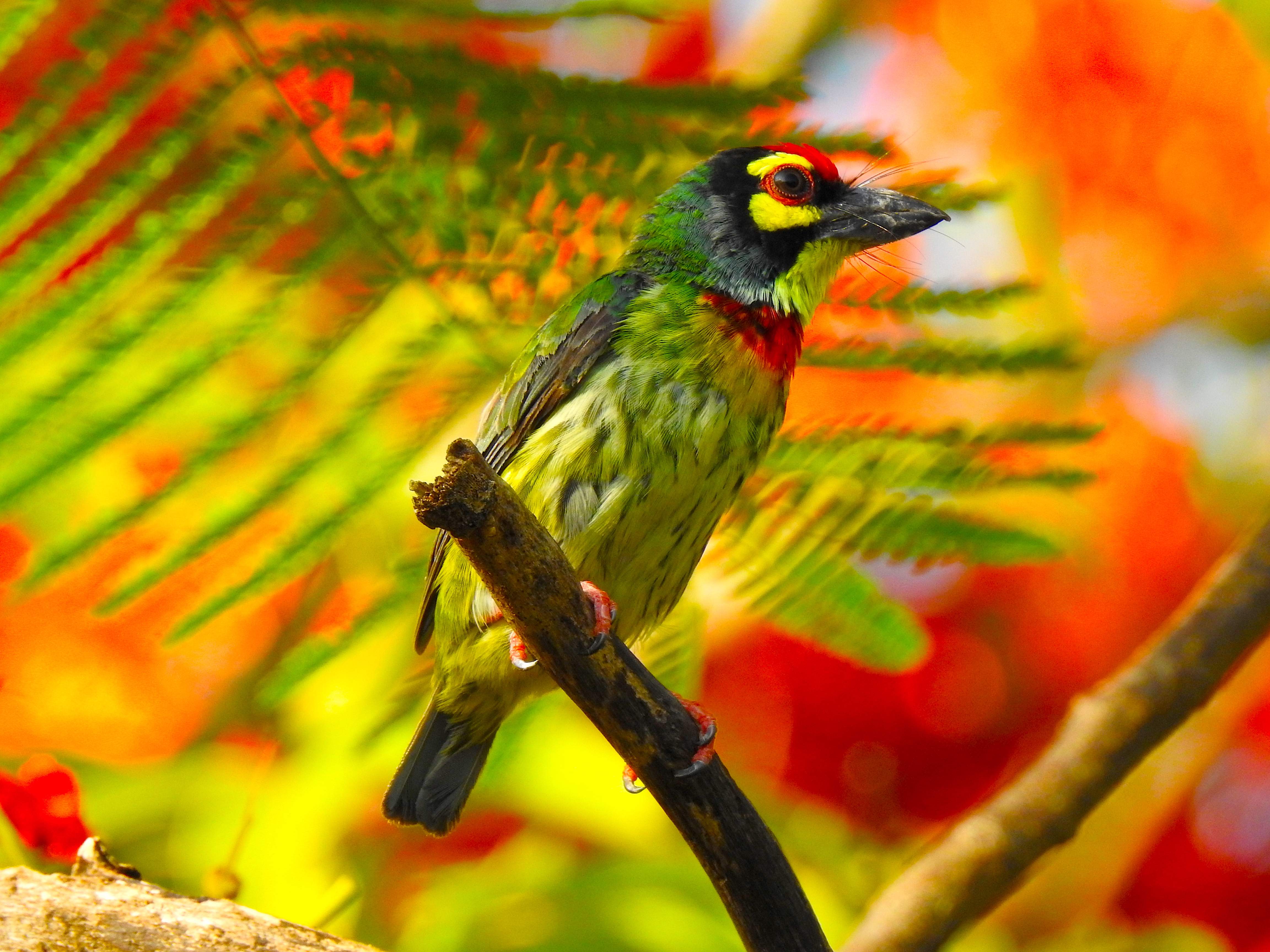
Coppersmith barbet in Queen Sirikit Park, Thailand.
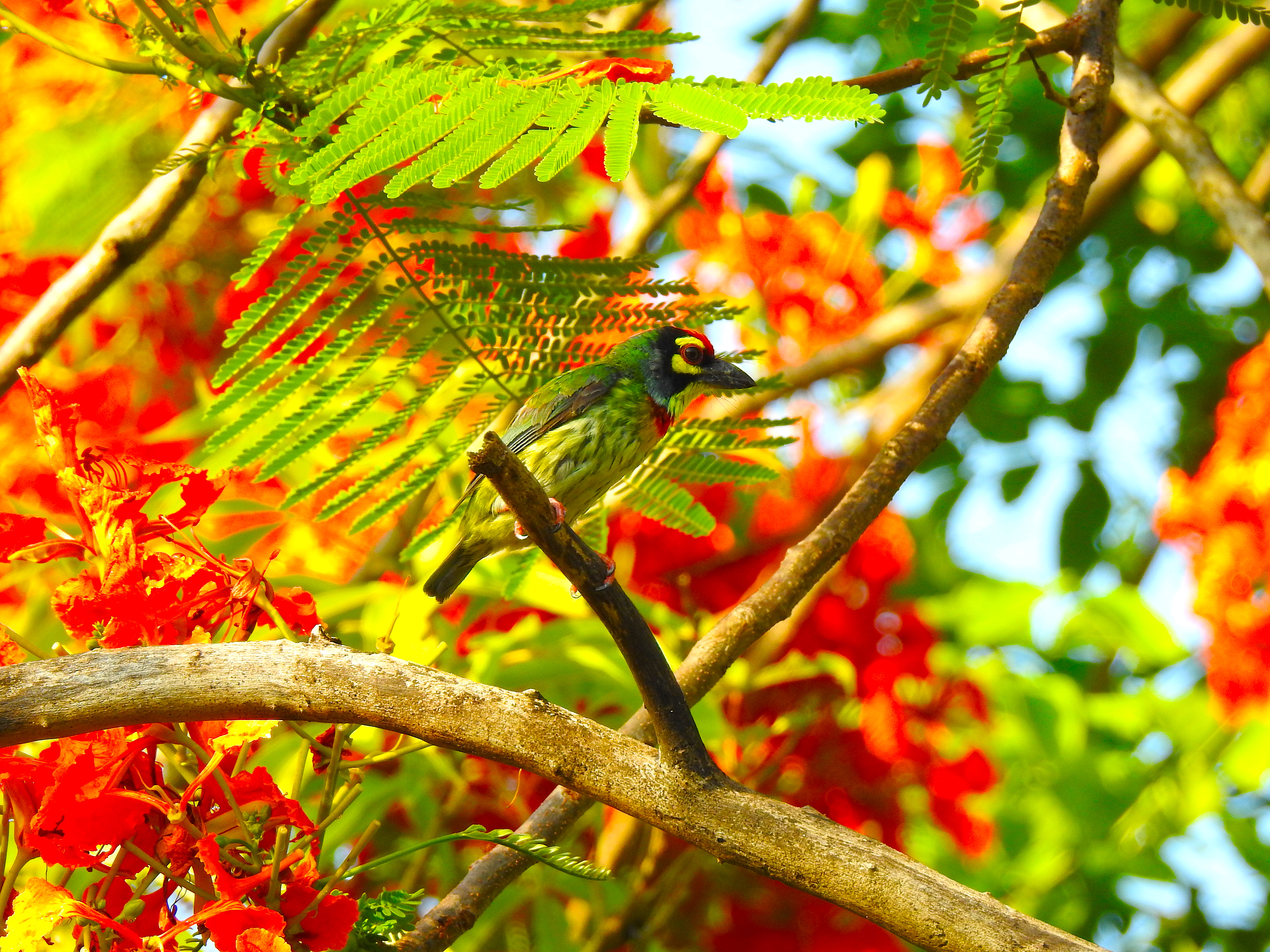
Coppersmith barbet in Queen Sirikit Park, Thailand.
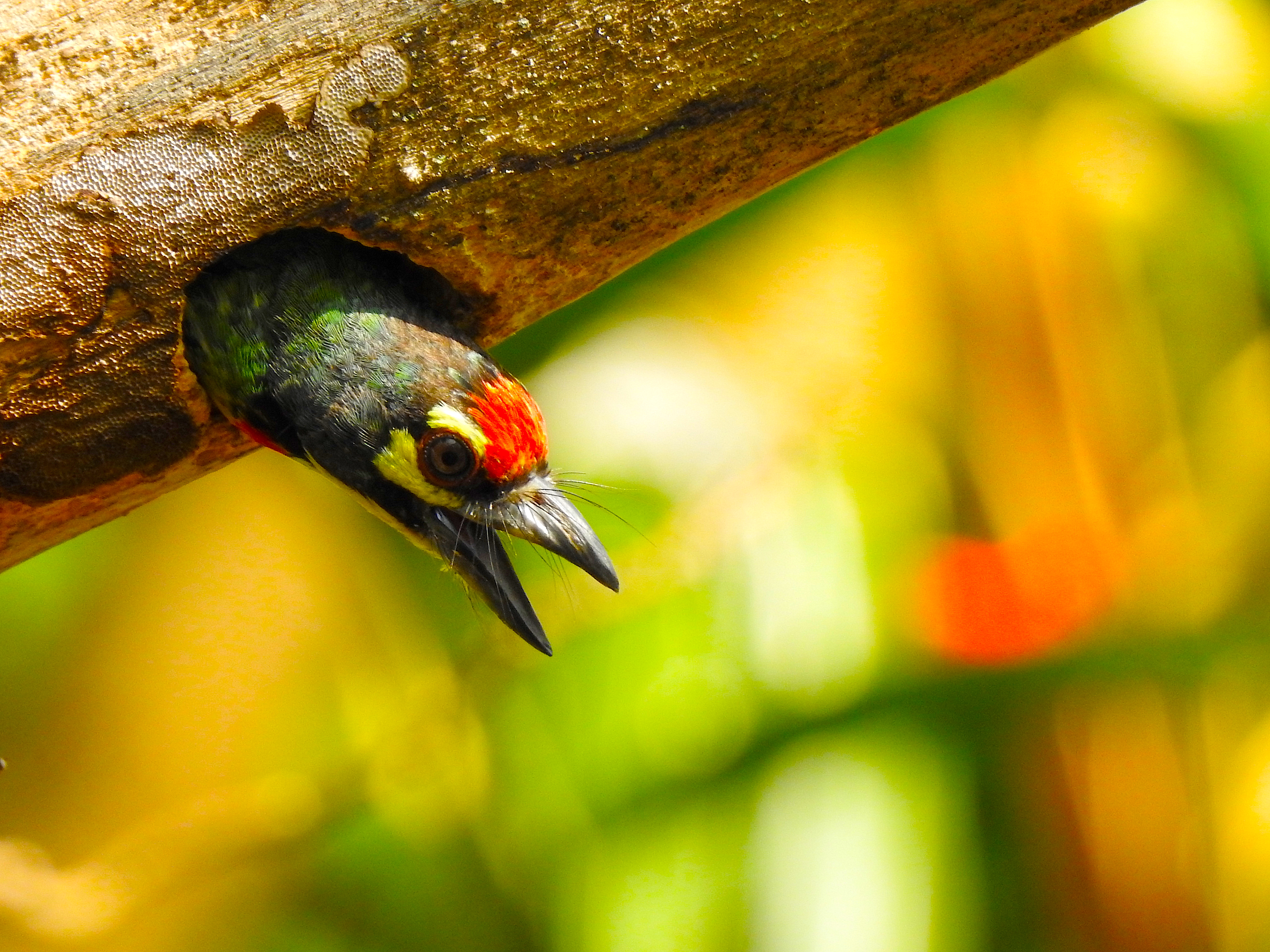
Coppersmith barbet in Queen Sirikit Park, Thailand.